# Punt tipogràfic
El punt tipogràfic és la unitat de mesura utilitzada en impremta, a partir de la qual es fabrica tot el material tipogràfic. En el sistema Didot equival a uns 0,376 mm (exactament 0,376065 mm a la temperatura de 20 °C). La unitat de mesura equivalent a dotze punts s'anomena cícero.
En el sistema anglosaxó i en diversos països hispanoamericans que no van adoptar el sistema Didot, el "punt tipogràfic" es basa en la pica (una mica inferior al cícero) i és la dotzena part d'aquesta, equivalent a 0,3514729 mm.

## Història
Antigament, cada fonedor donava una mesura diferent als tipus que fabricava. Va ser el fonedor francès Pierre Simon Fournier (el Jove) el primer a unificar les diferents mesures el 1742. Per a això, va escollir el tipus més petit, i el va dividir en sis parts, a les quals va anomenar «punts». Al doble del nomparell (12 punts) el va denominar «cícero». El "punt Fournier" tenia 0,35 mm i l'alçada del tipus era de 22,05 mm.
El 1760, François-Ambroise Didot, membre d'una cèlebre dinastia francesa d'impressors, va perfeccionar el sistema de mesura. No es va basar en cap tipus existent, com havia fet Fournier, sinó en el peu reial, la unitat de mesura més estesa a la França de la seva època. El punt tipogràfic de Didot mesurava 0,375971510 mm, però aquesta equivalència va sofrir petites variacions al llarg del temps. Finalment, una llei de 1879 va fixar l'equivalència 1 m = 2660 punts. Aquest sistema, anomenat "Sistema Didot", va ser adoptat per la major part del món tipogràfic, excepte Anglaterra, Estats Units i alguns països hispanoamericans, que empren la pica (i el punt de pica) com a unitat de mesura.